# Gilliesia curicana
Gilliesia curicana är en amaryllisväxtart som beskrevs av Pierfelice Ravenna. Gilliesia curicana ingår i släktet Gilliesia och familjen amaryllisväxter. Inga underarter finns listade i Catalogue of Life.